# 世界魔王
《世界魔王》（セカイ魔王）是雙見醉創作的日本四格漫畫。連載於芳文社雜誌《Manga Time Kirara Carat》2010年10月號至2014年11月號。單行本全4冊。

## 故事
企圖征服世界的魔王，被勇者擊敗了。 經歷了三百年的時間，魔王城裡，安靜的女孩醒了，魔王終於再次復活了；與此同時，勇者也在某個地方誕生了。然而，跟之前擊敗魔王的勇者比較，可說是史上最弱的勇者。魔王化身為勇者的妖精好友 ，在魔王的幫助下，勇者踏上了拯救世界的道路(?)。

## 登場角色
阿魯紗
瑪歐
魔王

## 出版書籍
《世界魔王》是雙見醉創作的日本四格漫畫。連載於2010年8月28日發售的《Manga Time Kirara Carat》2010年10月號至2014年9月27日發售的《Manga Time Kirara Carat》2014年11月號。。
| 冊數 | 芳文社         | 芳文社                 |
| 冊數 | 發售日期       | ISBN                   |
| ---- | -------------- | ---------------------- |
| 1    | 2011年10月27日 | ISBN 978-4-8322-4079-7 |
| 2    | 2012年11月27日 | ISBN 978-4-8322-4228-9 |
| 3    | 2013年12月26日 | ISBN 978-4-8322-4383-5 |
| 4    | 2014年11月27日 | ISBN 978-4-8322-4498-6 |